# Przewód wytryskowy
Przewód wytryskowy (łac. ductus ejaculatorius) – rurkowaty narząd w męskim układzie rozrodczym, przez który przechodzą plemniki do narządu kopulacyjnego. Występuje u wielu bezkręgowców i kręgowców.
U większości owadów uskrzydlonych ma postać smukłej, rozciągliwej rurki wewnątrz edeagusa, zakończonej na błonie między dziesiątym a dziewiątym sternum odwłoka i otwierającej się otworem płciowym (gonoporem).
U człowieka stanowi odcinek drogi nasienia od bańki nasieniowodu do ujścia cewki moczowej, położony w obrębie gruczołu krokowego. Długość jego wynosi ok. 2 cm, światło ok. 1 mm w części początkowej, zwężając się do 0,2 mm przy ujściu cewki moczowej. Obydwa przewody wytryskowe uchodzą do cewki moczowej, każdy na małym wzniesieniu błony śluzowej, zwanym wzgórkiem nasiennym (colliculus seminalis), po obu stronach niewielkiego podłużnego zagłębienia – łagiewki sterczowej.